# Latemse meersen
De Latemse meersen is een natuurgebied in een meander van de Leie in Sint-Martens-Latem. Het gebied vormt in het kader van het project Levende Leie een geheel met de Keuzemeersen en de Leernse meersen die zich situeren aan beide zijden van de meander op de andere oever. Van het gehele gebied van 284 hectare is 43 hectare natuurgebied.

## Geschiedenis
Het typische meersenlandschap bleef bewaard als overstromingsgebied bij de rechttrekking van de Leie in 1846. Het gebied bevat een slotensysteem uit de vroege middeleeuwen die uitkomen op de Meersbeek.
Vanaf 1985 werden de gronden door de gemeente aangekocht om er visvijvers te graven. Dit ging niet door en uiteindelijk werden de gronden in 1992 aan Natuurpunt in beheer gegeven.

## Fauna en flora
Het gebied is een typisch gemengd gebied met natte hooilanden en weilanden met broekbossen.
Door de meersen loopt een wandelpad waarbij men de grote kring kan inkorten via een doorsteek om een stuk af te snijden.
Fauna
Er zijn rosse vleermuizen, dwergvleermuizen, watervleermuizen, wezels bunzingen, steenmarters, vossen, hermelijnen en reeën te vinden. Daarnaast kan men ook de kievit, kuifeend, krakeend, watersnip, wintertaling, slobeend, ijsvogel, waterral, kleine karekiet, bosrietzanger, bosuil, buizerd, boomvalk, steenuil, sperwer, wespendief, kerkuil en torenvalk aantreffen. Soms kan men er ook een visarend of een broedende rietgors treffen.
Flora
Typische flora is onder meer schildereprijs, waterviolier, muizenstaart, waterbies, zomprus en pijptorkruid.

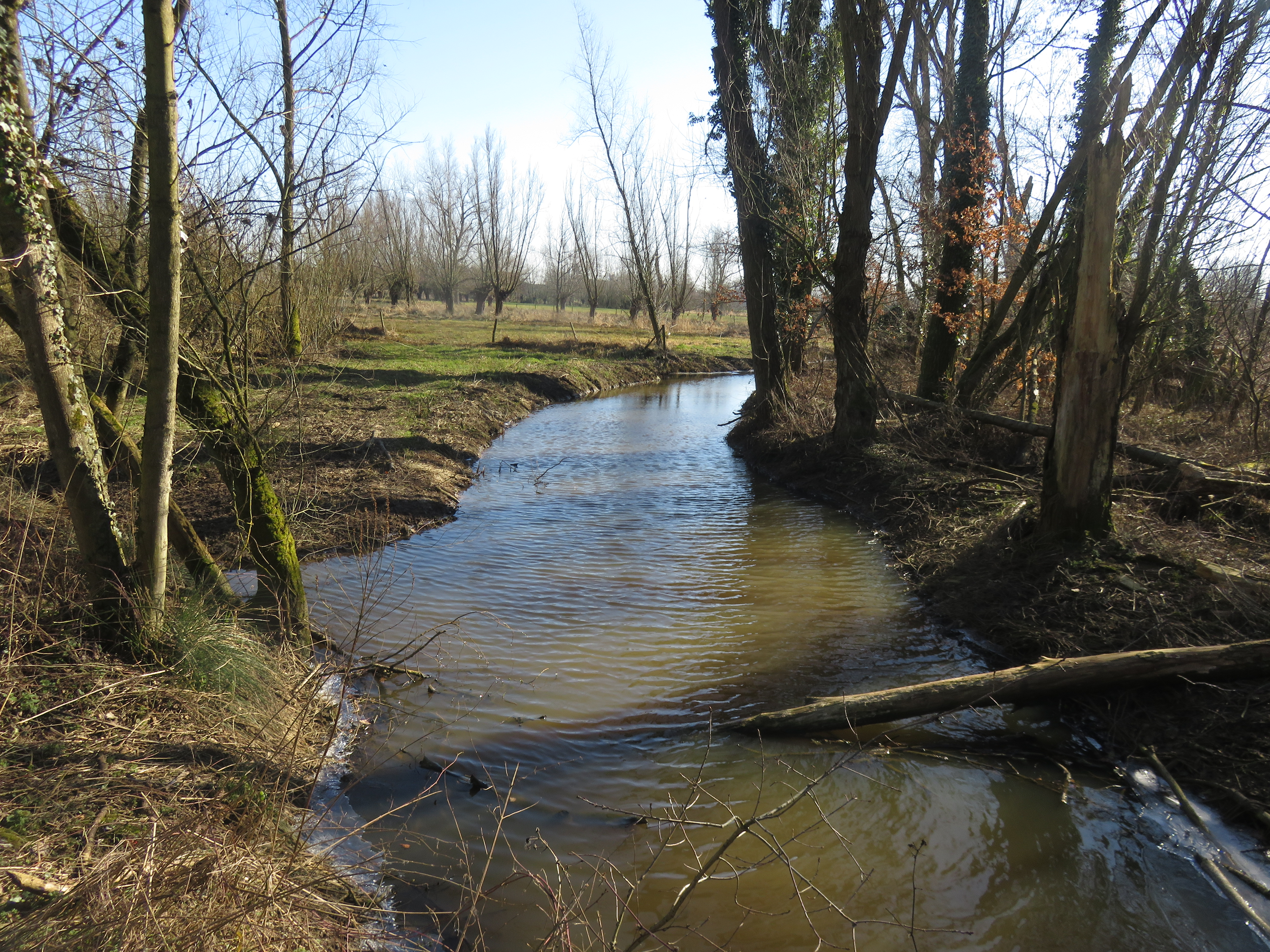
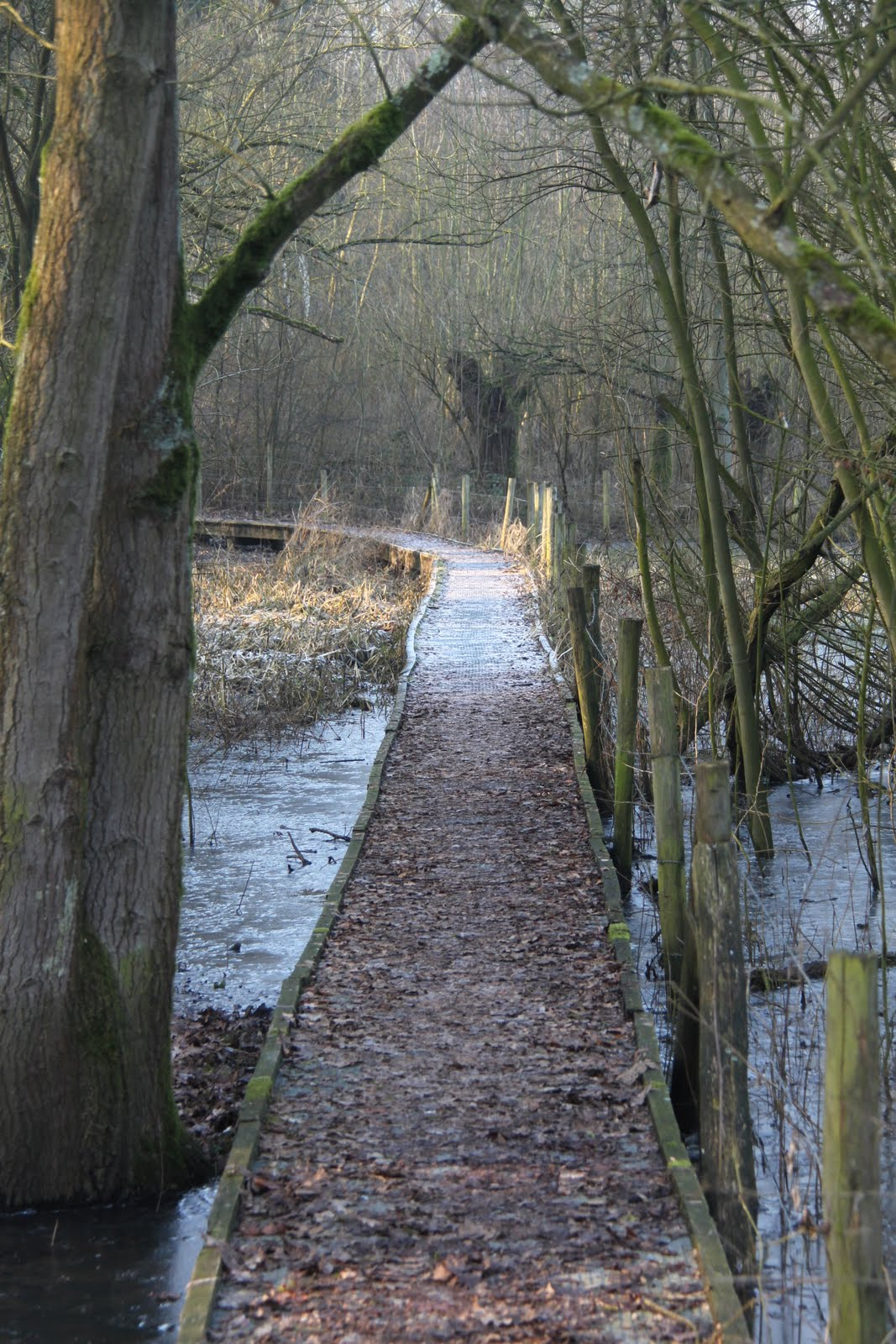
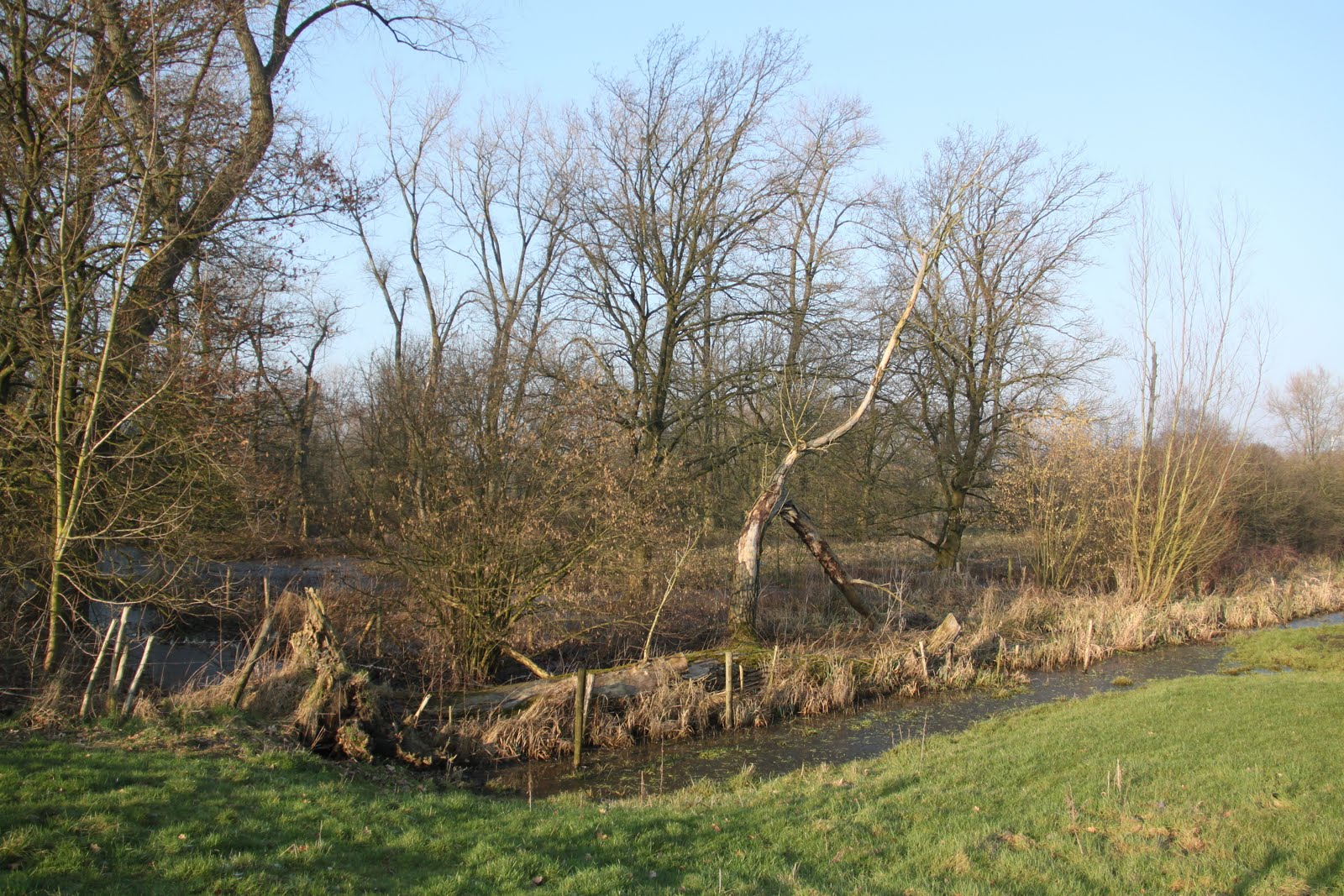
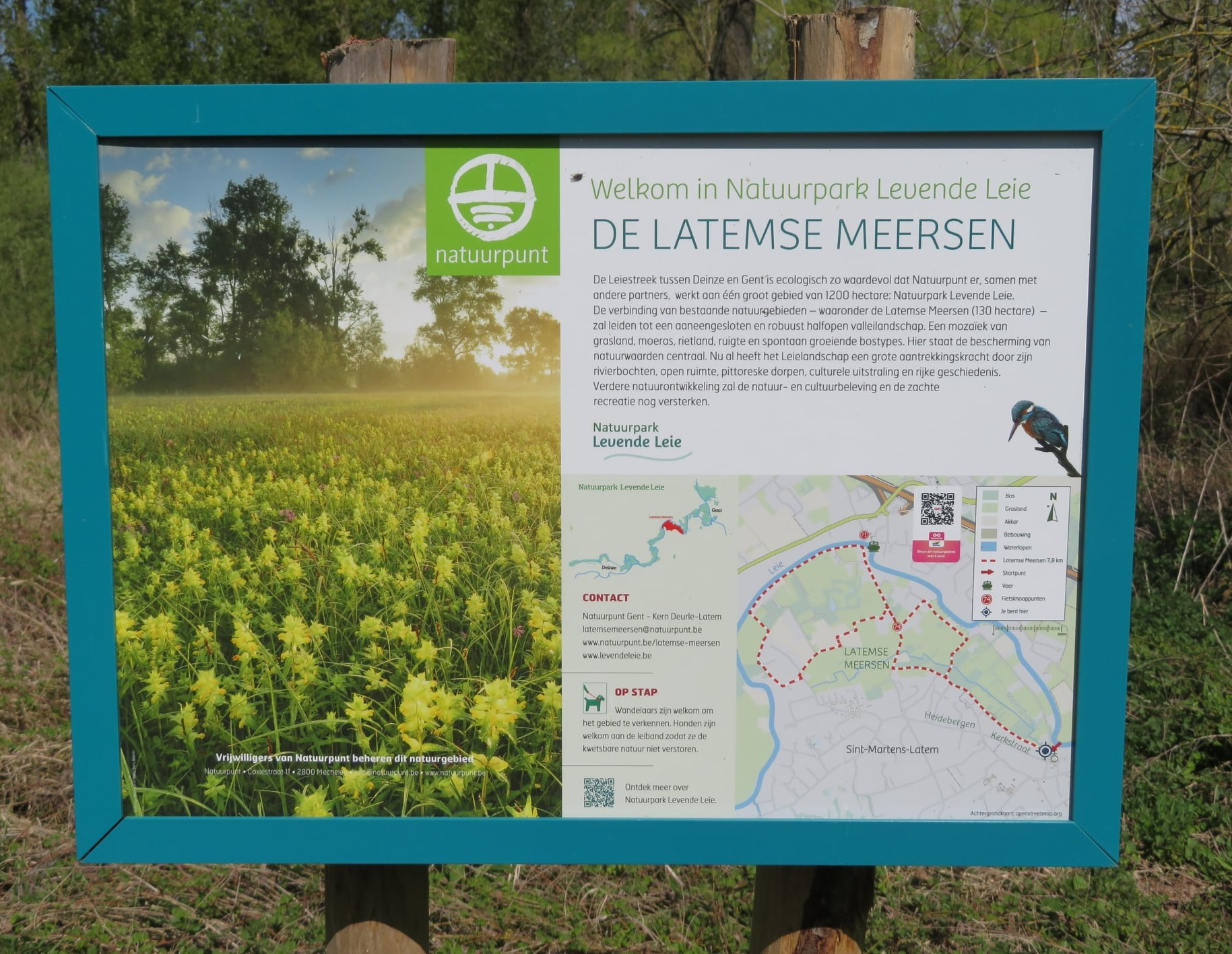

Afbeeldingen